# Dontari Poe
Pour les articles homonymes, voir Poe.
(en) Statistiques sur pro-football-reference
Dontari Poe, né le 18 août 1990 à Memphis, est un joueur américain de football américain évoluant au poste de nose tackle (defensive tackle).

## Carrière
Il est sélectionné lors de la Draft 2012 de la NFL à la 11e place par les Chiefs de Kansas City. Dès sa saison rookie, il s'impose comme titulaire au sein de l'équipe, entamant les 16 matchs de la saison 2012, et réalisant un total prometteur de 38 tacles.
Le 25 décembre 2016, contre les Broncos de Denver, Dontari Poe réalise dans le quatrième quart une passe pour touchdown pour Demetrius Harris, fait extrêmement rare pour un nose tackle. À cette occasion, il devient le joueur le plus lourd de l'histoire de la NFL à effectuer une passe pour touchdown. 
Agent libre, il signe le 16 mars 2017 un contrat d'un an avec les Falcons d'Atlanta pour un montant de 8 millions de dollars.